# Gabriel Lamé
Gabriel Lamé (Tours, 22 juli 1795 – Parijs, 1 mei 1870) was een Franse ingenieur en wiskundige.
Hij droeg bij tot de elasticiteitsleer en de kromlijnige coördinaat. Als vriend en leerling van Émile Clapeyron ging hij in 1820 mee naar Sint-Petersburg, waar ze 11 jaar lang les gaven en ook in opdracht van de tsaar hangbruggen ontwierpen. In dat kader kwam hij voor het eerst met de Ellipsoïde van Lamé voor de spanningen naar voren.
Om politieke redenen verlieten ze Rusland en ging Lamé in Parijs les geven in wis- en natuurkunde, tot hij hiermee wegens doofheid moest stoppen in 1863. Hij bedacht de kromme van Lamé als generalisatie van de ellips met vergelijking
{\displaystyle \left({\frac {x}{a}}\right)^{n}+\left({\frac {y}{b}}\right)^{n}=1}
waarin {\displaystyle n} een positief reëel getal voorstelt, {\displaystyle a} en {\displaystyle b} parameters zijn en {\displaystyle x} en {\displaystyle y} coördinaten.
Lamé bestudeerde eigenfuncties van de vergelijking van Laplace en voerde daartoe de functie van Lamé in. Hij bestudeerde het Algoritme van Euclides, en met gebruik van de rij van Fibonacci bewees hij dat het algoritme de grootste gemene deler van twee gehele getallen {\displaystyle m} en {\displaystyle n} vindt in minder dan {\displaystyle 5k} stappen, waarin {\displaystyle k} het aantal decimale cijfers van {\displaystyle n} voorstelt.
Hij is een van de 72 Fransen wier namen in reliëf op de Eiffeltoren zijn aangebracht.

## Werk aan de stelling van Fermat
Lamé bewees in 1839 het speciaal geval {\displaystyle n=7} van de laatste stelling van Fermat.
In 1847 kondigde Lamé aan dat hij een oplossing had gevonden voor de laatste stelling van Fermat en hij gaf een schets van zijn bewijs. Joseph Liouville suggereerde dat het bewijs afhankelijk was van een unieke ontbinding in priemgetallen, die zeer waarschijnlijk niet was. Cauchy ondersteunde Lamé. Het argument dat volgde illustreert de totaal verschillende sfeer rondom wiskundig onderzoek in het midden van de 19e eeuw, ten opzichte van die, die wij heden ten dage vinden. Ter illustratie het argument, waar men van mening over verschilde. Complexe getallen van de vorm {\displaystyle a+b{\sqrt {3}}i}, waarbij {\displaystyle a} en {\displaystyle b} gehele getallen zijn, vormen een ring. Een priemgetal is in deze ring op analoge manier gedefinieerd als een priem geheel getal, namelijk een getal, waarvan de enige delers van de vorm {\displaystyle a+b{\sqrt {3}}i}, anders dan zichzelf de getallen zijn met multiplicatieve inversen. In deze ring kan het getal 4 op twee verschillende manieren als een product van priemgetallen worden geschreven, namelijk:
{\displaystyle 4=2\times 2}, maar ook {\displaystyle 4=(1+{\sqrt {3}}i)(1-{\sqrt {3}}i)}.
Het meningsverschil werd beslecht door Ernst Kummer, die erop wees, dat hij in 1844 een voorbeeld had gepubliceerd, dat aantoonde dat het unieke karakter van dergelijke decomposities faalde. In 1846 had hij deze uniciteit hersteld door de "ideale complexe getallen" in het leven te roepen. Hij zag toen de relevantie van zijn theorie voor de laatste stelling van Fermat in. Het populaire verhaal dat Kummer de "ideale complexe getallen" in het leven roep in een poging de "fout" in het bewijs van Lamé re repareren, is bijna zeker onjuist. In 1847, net na de aankondiging van Lamé, gebruikte Kummer zijn "ideale complexe getallen" om de laatste stelling van Fermat te bewijzen voor alle gehele getallen < 100, met uitzondering van de gehele getallen 37, 59, 67 en 74.

## Voetnoten
1. ↑  https://www.toureiffel.paris/fr/le-monument/tour-eiffel-et-sciences.
2. ↑  (en)  Development of ringtheory on MacTutor